# Erioptera laticrista
Erioptera laticrista là một loài ruồi trong họ Limoniidae. Chúng phân bố ở miền Cổ bắc.